# Hedychridium
Hedychridium (лат.) — род ос-блестянок из подсемейства Chrysidinae (триба Elampini).

## Описание
Осы-блестянки мелкого размера (2—5 мм). Передние бедра снизу без продольного киля и борозды. Третий тергит брюшка над задним краем не утолщенный. Задние углы промежуточного сегмента довольно широкие. Гнездовые паразиты одиночных ос и пчёл.

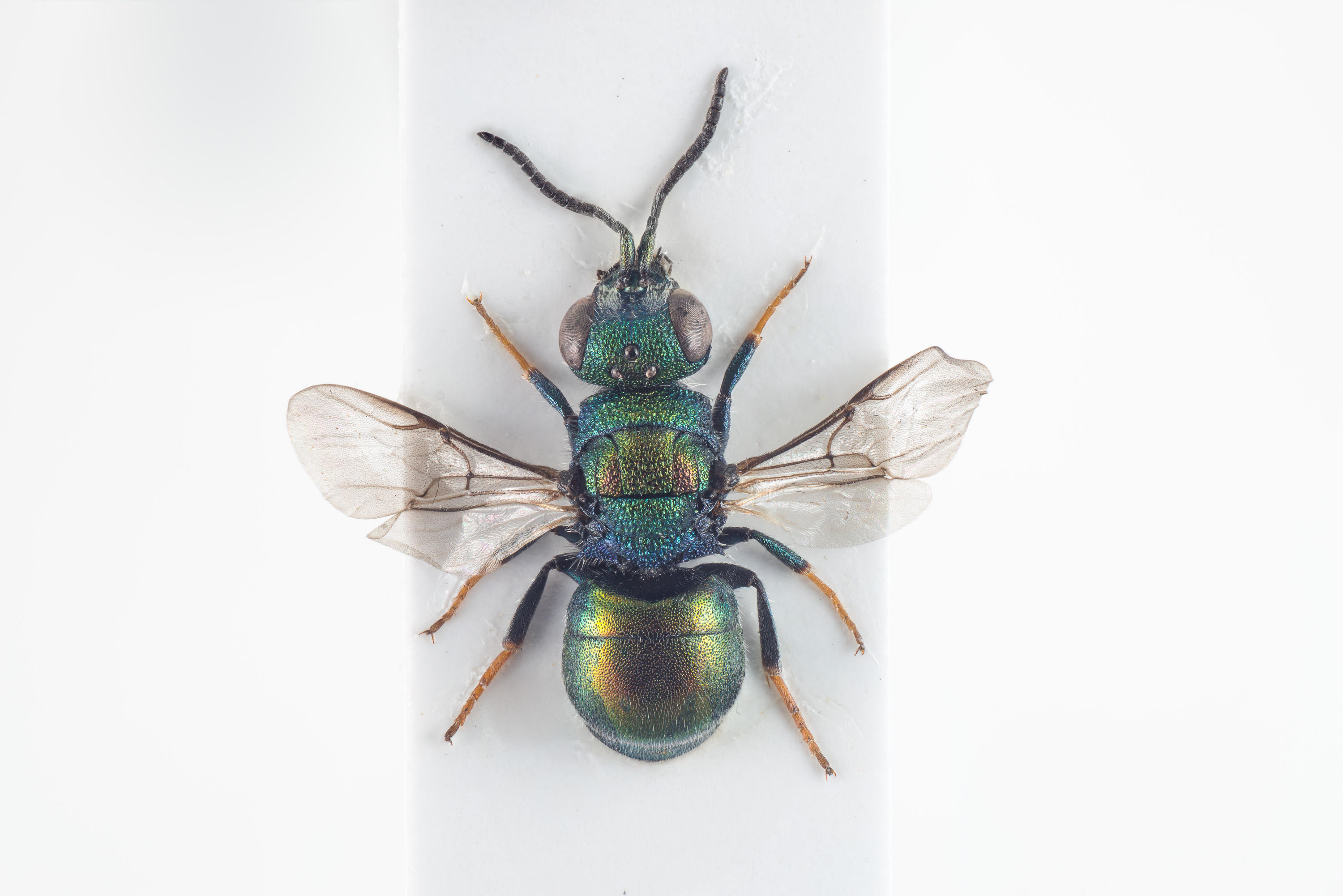
Hedychridium ardens
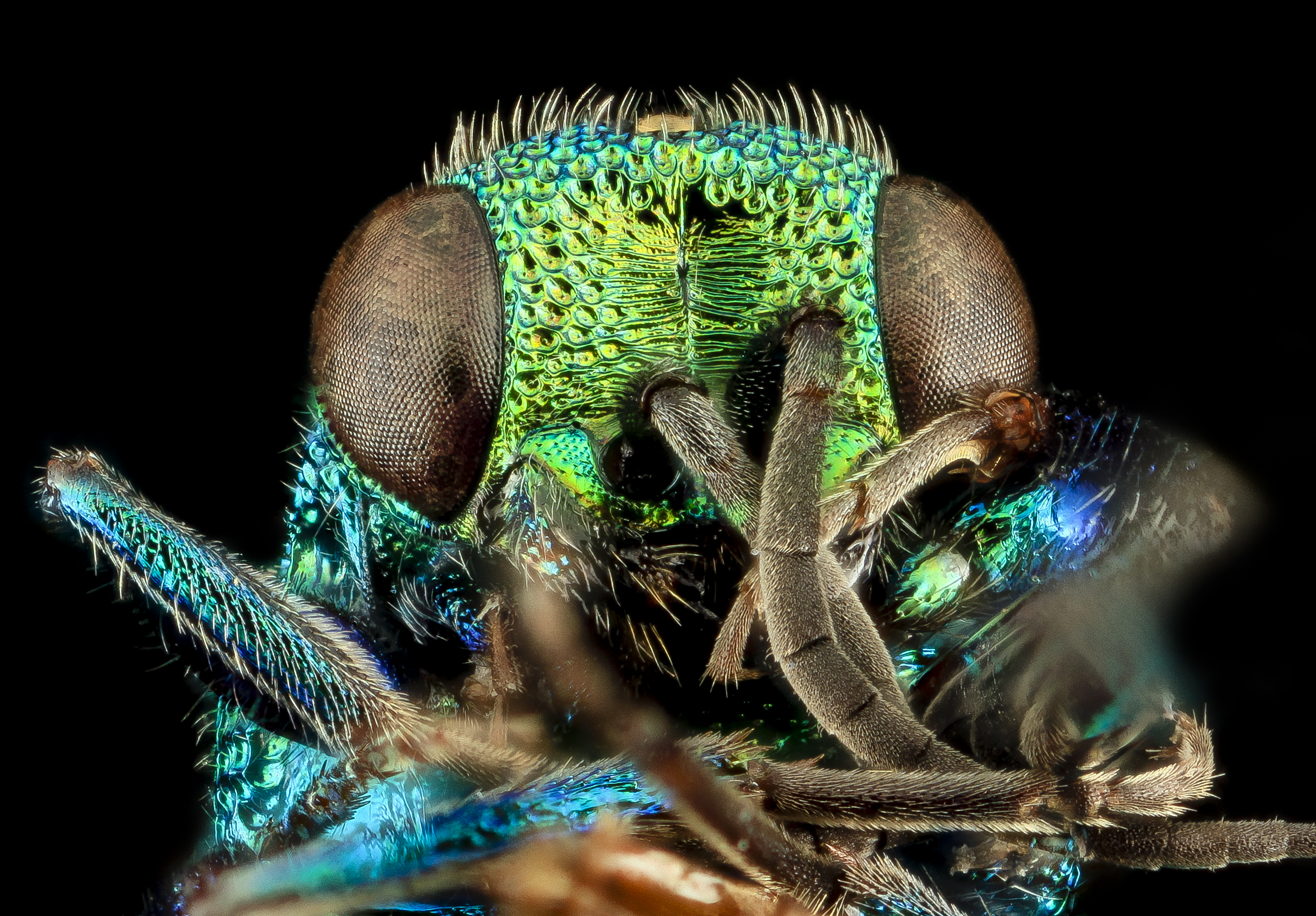
Hedychridium dimidiatum
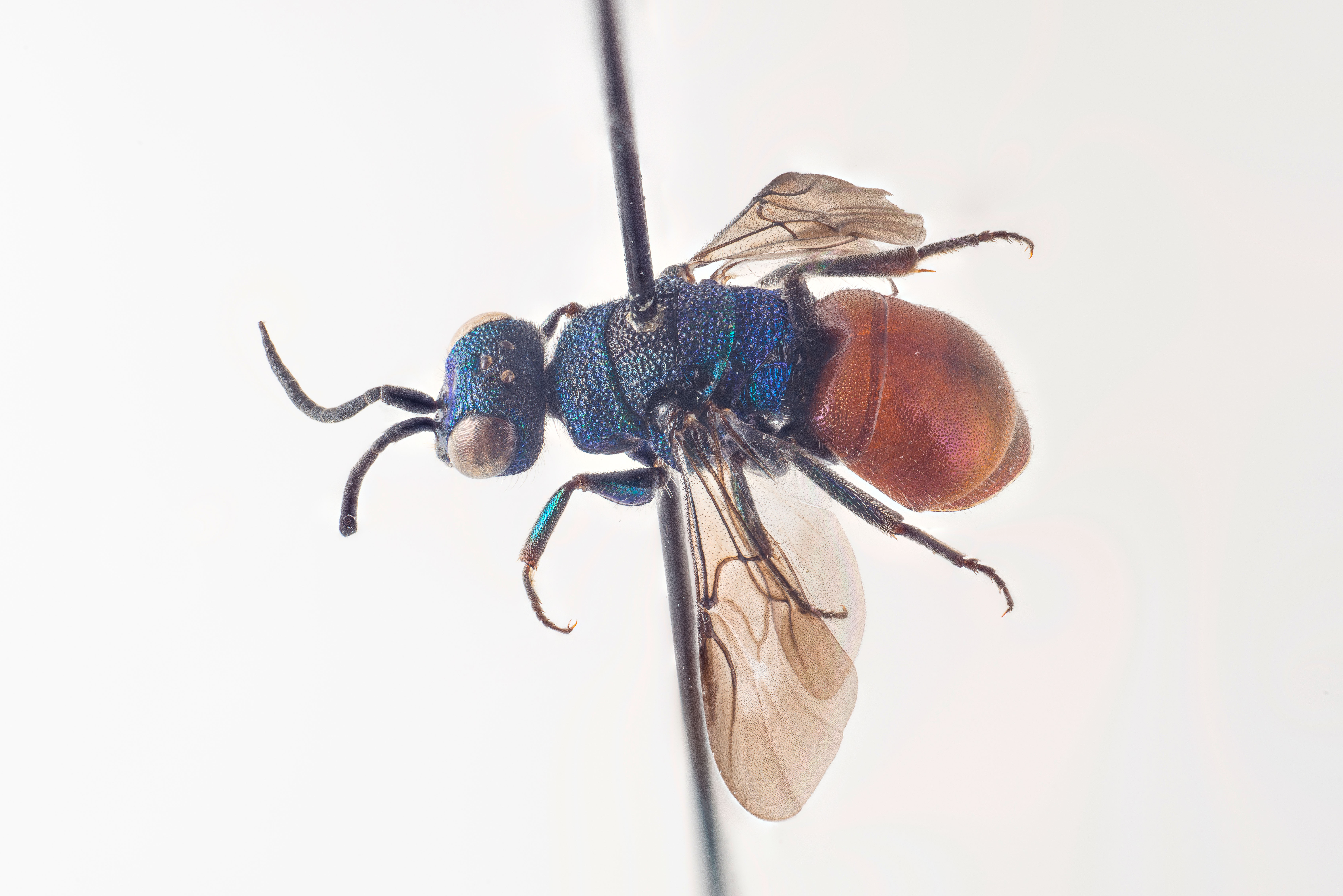
Hedychridium roseum

## Классификация
В Европе около 80 видов. В Европейской части России 8 видов.
По данным каталога перепончатокрылых России (2017) в мире более 290 видов, в Палеарктике 200 в России 39 видов.
Hedychridium — это второй по видовому разнообразию род в семействе Chrysididae после Chrysis. В Африке ряд видов Hedychridium (всего там 45 видов) демонстрирует разнообразие необычных модификаций, включая поперечный киль на лбу, ребристые тергиты метасомы, зубчатые апикальные тергиты метасомы, и лопастные проподеальные зубцы. Многие из этих странно модифицированных видов когда-то относились к родам Acrotoma  Mocsary, 1902 и Buyssonia Mocsary, 1902. Acrotoma оказалась младшим омонимом брюхоногих моллюсков Acrotoma Boettger, 1881. В 1991 году Kimsey и Bohart (1991) назвали Acrotoma  Mocsary, 1902 и Buyssonia относящимися к синонимам рода Hedychridium.

### Синонимия
- Acrotoma  Mocsary, 1902[3]
- Actineuchrum Semenov
- Buyssonia Mocsary
- Cladiola Linnaeus
- Colopyga Semenov
- Cyrteuchridium Semenov
- Cyrteuchrum Semenov
- Euchridium Semenov
- Euchrum Semenov
- Hexachridium Mocsary
- Homaleuchrum Semenov
- Irenula Semenov & Nikol'skaya
- Tetrachridium Zimmermann
- Zarudnidium Semenov
- Zarudnium Semenov

### Список видов
- H. adventicium Zimmermann, 1961
- H. aereolum Du Buysson, 1892
- H. aheneum (Dahlbom, 1854)
- H. albanicum Trautmann, 1922
- H. anale (Dahlbom, 1854)
- H. andalusicum Trautmann, 1920
- H. ardens (Coquebert, 1801)
- H. arensi Rosa, 2017[4]
- H. aroanium Arens, 2004
- H. asianum Linsenmaier, 1997
- H. atratum Linsenmaier, 1968
- H. auriventris Mercet, 1904
- H. belokobylskiji Rosa, 2017[4]
- H. buyssoni Abeille de Perrin, 1887
- H. bytinskii Linsenmaier, 1959
- H. canarianum Linsenmaier, 1987
- H. canariense Mercet, 1915
- H. caputaureum Trautmann & Trautmann, 1919
- H. carmelitanum Mercet, 1915
- H. caucasium Trautmann, 1926
- H. coriaceum (Dahlbom, 1854)
- H. creteense Linsenmaier, 1959
- H. cupratum (Dahlbom, 1854)
- H. cupreum (Dahlbom, 1845)
- H. cupritibiale Linsenmaier, 1987
- H. chloropygum Du Buysson, 1888
- H. dubium Mercet, 1904
- H. elegantulum Du Buysson, 1887
- H. erythrosoma Rosa, Proshchalykin et Halada, 2021[5]
- H. etnaense Linsenmaier, 1968
- H. etruscum Strumia, 2003
- H. extraneum Linsenmaier, 1993
- H. fadeevi Rosa, 2018[6]
- H. femoratum (Dahlbom, 1854)
- H. flavipes (Eversmann, 1857)
- H. foveofaciale Arens, 2010[7]
- H. franciscanum Linsenmaier, 1987
- H. frontale Rosa, Proshchalykin et Halada, 2021[5]
- H.  gabriellae Rosa, 2017[4]
- H. goloensis Strumia, 2012
- H. gratiosum Abeille de Perrin, 1878
- H. heliophilum Abeille de Perrin, 1887
- H. hungaricum Móczár, 1964
- H. hyalitarse Perraudin, 1978
- H. ibericum Linsenmaier, 1959
- H. incrassatum (Dahlbom, 1854)
- H. infans Abeille de Perrin, 1878
- H. infantum Linsenmaier, 1997
- H. insequosum Linsenmaier, 1959
- H. insulare Balthasar, 1952
- H. iucundum (Mocsáry, 1889)
- H. jacobsi Rosa, Proshchalykin et Halada, 2021[5]
- H. jazygicum Móczár, 1964
- H. kilimniki Rosa, 2018
- H. krajniki Balthasar, 1946
- H. leleji Rosa, 2017[4]
- H. loktionovi Rosa, 2017[4]
- H. longigena Rosa, 2017[4]
- H. maculisternum Arens, 2011
- H. marteni Linsenmaier, 1951
- H. mediocrate Kimsey, 1991
- H. mediocrum Linsenmaier, 1987
- H. minutissimum Mercet, 1915
- H. monochroum Du Buysson, 1888
- H. moricei (Du Buysson, 1904)
- H. mosadunense Lefeber, 1986
- H. palestinense Balthasar, 1953
- H. parkanense Balthasar, 1946
- H. perpunctatum Balthasar, 1953
- H. perscitum Linsenmaier, 1959
- H. personatum Rosa, 2024[8] (dichroa group)
- H. placare Linsenmaier, 1968
- H. plagiatum (Mocsáry, 1883)
- H. propodeale Rosa, 2017[4]
- H. proshchalykini Rosa, 2017[4]
- H. pseudoroseum Linsenmaier, 1959
- H. purpurascens (Dahlbom, 1854)
- H. reticulatum Abeille de Perrin, 1878
- H. rhodojanthinum Enslin, 1939
- H. roseum (Rossi, 1790)
- H. sardinum Linsenmaier, 1997
- H. sculpturatissimum Linsenmaier, 1959
- H. sculpturatum (Abeille de Perrin, 1877)
- H. scutellare (Tournier, 1878)
- H. semiluteum Linsenmaier, 1959
- H. sevillanum Linsenmaier, 1968
- H. sibiricum Rosa, 2017[4]
- H. splendens Rosa, Proshchalykin et Halada, 2021[5]
- H. striatum Rosa, Proshchalykin et Halada, 2021[5]
- H. subroseum Linsenmaier, 1959
- H. tenerifense Linsenmaier, 1968
- H. tricavatum Linsenmaier, 1993
- H. turcicum Arens, 2010[7]
- H. tyrrhenicum Strumia, 2003
- H. urfanum Linsenmaier, 1968
- H. vachali Mercet, 1915
- H. valesianum Linsenmaier, 1959
- H. valesiense Linsenmaier, 1959
- H. verhoeffi Linsenmaier, 1959
- H. varvarae Rosa, Proshchalykin et Halada, 2021[5]
- H. viridicupreum Linsenmaier, 1993
- H. viridiscutellare Arens, 2004
- H. viridisulcatum Linsenmaier, 1968
- H. wahisi Niehuis, 1998
- H. wolfi Linsenmaier, 1959
- H. zelleri (Dahlbom, 1845)